# Maserati Ghibli III
Maserati Ghibli III — седан бизнес-класса итальянской компании Maserati, который поступил в продажу во второй половине 2013 года. Он выпускается на заводе в Грульяско вместе с шестым поколением Maserati Quattroporte. В год ожидается выпуск 20 000 автомобилей по цене около 65 тыс. долларов.
Ранее компания уже использовала имя Ghibli для своих автомобилей класса Gran Turismo.
Ghibli III стал лучшим автомобилем в классе в 2013 году по версии Euro NCAP.

## Появление
Свои намерения выпустить автомобиль пониженной ценовой категории производитель высказал в 2008 году. Спустя несколько лет, после присоединения к Fiat Chrysler, в 2012 году компания заявила, что новый «дешёвый» седан будет построен на базе Chrysler 300, а также будет иметь дизельные и бензиновые двигатели и коробку передач от ZF. К ноябрю стала известна дата его выхода и официальное имя. К концу года появились шпионские изображения автомобиля, проходящего зимние испытания. Затем, в апреле, компания показала официальные изображения экстерьера и интерьера седана. Автомобиль был представлен на Шанхайском автосалоне 2013 года.

## Технические характеристики
Автомобиль имеет 3-литровые турбированные бензиновые и дизельный V-образные шестицилиндровые двигатели. Версии Ghibli, Ghibli s и Ghibli S Q4 также имеют бензиновые моторы, а версия Ghibli Diesel — дизельный. Все они — в совокупности с 8-ступенчатой автоматической коробкой передач. Подвеска и спереди, и сзади независимая многорычажная со стабилизатором поперечной устойчивости.
| Характеристики             | [ 10 ]     |
| -------------------------- | ---------- |
| Передний свес              | 935 мм     |
| Задний свес                | 1038 мм    |
| Радиус разворота           | 11,7 м     |
| Развесовка                 | 50 / 50%   |
| Развесовка (версия Diesel) | 51 / 49%   |
| Шины                       | 235/50 R18 |

## Безопасность
Автомобиль прошел тест Euro NCAP в 2013 году:
| Euro NCAP                                                            | Euro NCAP | Euro NCAP | Euro NCAP             |
| -------------------------------------------------------------------- | --------- | --------- | --------------------- |
| · общий рейтинг                                                      |           |           |                       |
| 95%                                                                  | 79%       | 74%       | 81%                   |
| взрослый пассажир                                                    | ребёнок   | пешеход   | активная безопасность |
| Протестированная модель: Maserati Ghibli Diesel, 3.0 TDS, LHD (2013) |           |           |                       |